# Adelphenaldis rugipropodeum
Adelphenaldis rugipropodeum är en stekelart som beskrevs av Fischer 2003. Adelphenaldis rugipropodeum ingår i släktet Adelphenaldis och familjen bracksteklar. Inga underarter finns listade i Catalogue of Life.